# Dividida
"Dividida" é uma canção gravada pela cantora e atriz mexicana Anahí. A canção foi composta exclusivamente para ser tema de abertura da telenovela mexicana Dos Hogares (2011–12), protagonizada pela própria cantora. Foi lançada em 5 de julho de 2011 como single pela EMI.
A canção é uma balada, na qual conta um pouco do que Angélica (personagem que Anahí interpreta na novela) irá enfrentar, uma mulher dividida entre o amor de dois homens. A canção foi indicada ao Premios Juventud 2012 na categoria "Melhor Tema de Novela".

## Antecedentes e apresentações ao vivo

A canção é tema de abertura da novela Dos Hogares.

Em 5 de abril de 2011, durante uma coletiva de imprensa, Anahí comentou que seria interprete de um tema da novela Dos Hogares. Em 11 de maio do mesmo ano, Anahí confirmou que seria a interprete do tema de abertura da novela e que a canção chamaria "Dividida". Argumentando "está muito boa porque fala exatamente do que passa essa personagem por estar dividida entre dois amores, mas não é porque ela quer enganar".
O tema é letra e música do compositor e produtor venezuelano Orlando Rodríguez Di Pietro, Diego Giron e Anahí, gravado e mesclado pelo produtor Ettore Grenci. A canção foi lançada em 05 de julho de 2011 através de vendas digitais.
Em 27 de junho de 2011, a canção foi interpretada ao vivo pela primeira vez durante a apresentação da novela, organizada para a transmissão do primeiro capítulo. Em 20 de setembro de 2011, Anahí interpretou o tema no lançamento do site TVyNovelas, na qual foi madrinha junto com Carlos Ponce.

## Vídeo musical

### Desenvolvimento e lançamento
Em 15 de julho de 2011, Anahí compartilhou em seu Twitter uma foto da gravação do vídeo. Em 18 de agosto de 2011, Anahí comentou em uma entrevista sobre a realização das cenas do vídeo, explicando "aconteceu mil coisas, quase me afogo, estar de baixo da água e cantar, continuar cantando quando metia a cabeça na água; quando saia, saia água pelo meu nariz, pelos meus olhos, por todos os lados saia água, mas me divertir bastante". Em 26 de agosto de 2011, Anahí realizou uma entrevista com Televisa Espectáculos: "queria fazer um vídeo muito baseado em mim, não na personagem da novela, por isso estou me clonando por não saber qual dos dois amores se decidir". Sobre a descrição do mesmo, a cantora comentou: "o bem e o mal, um pouco do que todos temos, essa dualidade. De repente está teu lado escuro e teu lado mais claro ou angelical, que no vídeo seria a que está de branco, a pureza da água, e a outra está um pouco irritada, por isso decide fazer um clone".
O vídeo foi dirigido por David Ruiz "Leche" e realizado durante 16 horas em uma casa no sul da Cidade do México. Em 25 de julho, foi lançada uma prévia de 16 segundos no canal do Youtube do Canal de las Estrellas. Estreou mundialmente pelo canal Ritmoson Latino, e em 30 de agosto de 2011 no canal da cantora na plataforma Vevo.

### Sinopse
O vídeo conta com dois cenários diferentes, em um pode-se ver a cantora (como um clone) boiando inconsciente em uma piscina. Depois, chega uma mulher que é cientista em uma espécie de laboratório, onde realiza investigações e decide ativa-la, enquanto que o clone de Anahí canta o tema e continua boiando com dificuldade já que está na água, a mulher lhe aplica uma substância, Anahí começa a perder o conhecimento e volta ao seu estado inconsciente. O segundo cenário, Anahí aparece interpretando o tema, usando um vestido de cor marrom, em uma casa com janelas e colunas.

### Posições do vídeo
| Lista (2011)          | Posição              |
| Listas de fim de ano  | Listas de fim de ano |
| --------------------- | -------------------- |
| Teen Top POP del 2011 | 1                    |
| Top 300 2011          | 217                  |

## Prêmios e indicações
| Ano  | Premiação        | Categoria               | Resultado | Ref.  |
| ---- | ---------------- | ----------------------- | --------- | ----- |
| 2012 | Premios Juventud | Mejor tema telenovelero | Nominada  | [ 5 ] |

## Desempenho
| País      | Lista                              | Melhor posição |
| --------- | ---------------------------------- | -------------- |
| México    | Billboard - Mexico Español Airplay | 15             |
| México    | iTunes México Música Latina        | 27             |
| Espanha   | iTunes España Música Latina        | 21             |
| Argentina | Argentina Top 100                  | 97             |
| Brasil    | Top 100 Brasil                     | 47             |